# El hombre de al lado
El hombre de al lado és una pel·lícula argentina de comèdia dramàtica de 2009 dirigida per Mariano Cohn i Gastón Duprat i protagonitzada per Rafael Spregelburd i Daniel Aráoz. Va ser nominada als Premi Goya com a Millor pel·lícula estrangera de parla hispana.

## Sinopsi
La pel·lícula narra un conflicte entre veïns que sembla no tenir fi. Una simple paret mitgera pot dividir dos mons, dues maneres de vestir, de menjar, de viure. D'un costat Leonardo (Rafael Spregelburd), fi i prestigiós dissenyador que viu en la casa Curutchet realitzada per Le Corbusier. De l'altre costat Víctor (Daniel Aráoz), venedor d'actuacions usades, vulgar, rústic i avassallador. Víctor decideix fer una finestra per a tenir més llum, i aquí comença el problema: cadascun pren consciència de l'existència de l'altre..

## Repartiment
- Rafael Spregelburd - Leonardo
- Daniel Aráoz - Víctor
- Eugenia Alonso - Ana
- Inés Budassi - Lola
- Loren Acuña - Elba
- Eugenio Scopel - Tío Carlos
- Enrique Gagliesi - Inversionista
- Rubén Guzmán - Arquitecto
- Juan Cruz Bordeu - Amigo cena
- Débora Zanolli - Fabiana
- Bárbara Hang - Amiga cena
- Sofía Condisciani - Paola

## Recepció
El hombre de al lado va obtenir majorment crítiques positives. En una recopilació de les crítiques del film en el lloc de ressenyes Totes Les Crítiques, aquest va aconseguir un percentatge d'aprovació de 77% (95% positives), d'un total de 43 crítiques.
La pel·lícula ha rebut excel·lents crítiques en els diaris argentins. Clarín ha qualificat a la producció com Molt bona, igual que La Nación i Ámbito Financiero. Por la seva part, Página 12 li va donar de qualificació 8 d'un màxim de 10.
En el camp digital, el film aconsegueix el 7/10 en Internet Movie Database, sobre prop de 1000 vots d'usuaris.A la pàgina Cines Argentinos, la qualificació és similar.

## Premis
Premis Cóndor de Plata
| Any  | Categoria                 | Receptor                     | Resultat  |
| ---- | ------------------------- | ---------------------------- | --------- |
| 2011 | Millor pel·lícula         | El hombre de al lado         | Nominada  |
| 2011 | Millor director           | Mariano Cohn i Gastón Duprat | Nominats  |
| 2011 | Millor guió original      | Andrés Duprat                | Guanyador |
| 2011 | Millor actor protagonista | Daniel Aráoz                 | Guanyador |
| 2011 | Millor muntatge           | Jerónimo Carranza            | Nominat   |
| 2011 | Millor direcció artística | Andrés Duprat                | Nominat   |
| 2011 | Millor banda sonora       | Sergio Pángaro               | Guanyador |
| 2011 | Millor so                 | Ricardo Pitterbarg           | Nominat   |

Premis Sur
| Any  | Categoria                    | Receptor                     | Resultat   |
| ---- | ---------------------------- | ---------------------------- | ---------- |
| 2010 | Millor pel·lícula            | El hombre de al lado         | Guanyadora |
| 2010 | Millor direcció              | Mariano Cohn i Gastón Duprat | Guanyadors |
| 2010 | Millor guió original         | Andrés Duprat                | Guanyador  |
| 2010 | Millor actor protagonista    | Daniel Aráoz                 | Guanyador  |
| 2010 | Millor actriu de repartiment | Eugenia Alonso               | Nominada   |
| 2010 | Millor actor revelació       | Daniel Aráoz                 | Guanyador  |
| 2010 | Millor muntatge              | Jerónimo Carranza            | Nominado   |
| 2010 | Millor fotografia            | Mariano Cohn i Gastón Duprat | Nominats   |
| 2010 | Millor música original       | Sergio Pángaro               | Guanyador  |

Premis Goya
| Any  | Categoria                                     | Receptor             | Resultat  |
| ---- | --------------------------------------------- | -------------------- | --------- |
| 2011 | Millor pel·lícula estrangera de parla hispana | El hombre de al lado | Candidata |